# Josecarlos van Rankin
Josecarlos van Rankin Galland (Ciudad de México, 14 de mayo de 1993) es un futbolista mexicano que juega como lateral derecho y a nivel profesional está sin equipo, actualmente juega para Peluche Caligari de la Kings League Americas.

## Trayectoria

### Inicios y Club Universidad Nacional
Comenzó jugando con las categorías inferiores del Cruz Azul en 2006, para el 2008 fue despedido por problemas de indisciplina. 
En 2009 fue invitado por un visor del Club Universidad Nacional, donde comenzó jugando en las categorías inferiores, destacando en las fuerzas básicas.
Al destacar con los Pumas, en 2011 fue visoriado por el técnico Guillermo Vázquez, donde realizó pretemporada con el equipo en el Apertura 2011, sin embargo no debutó con el primer equipo. 
En el Clausura 2012, fue requerido por el técnico, donde fue registrado en el primer equipo.
Debutó en el Club Universidad Nacional de la Primera División Mexicana el 19 de marzo de 2012 en un América contra Pumas que terminó con marcador de 2-1. Sustituyó a Erik Vera en el minuto 59.
Gracias a su no buen rendimiento y por críticas de periodistas y aficionados de los Pumas, fue prestado a Chivas quien un año más tarde hizo la opción válida de compra. En el Club Deportivo Guadalajara mejoró su rendimiento y se ganó convocatorias a selección mexicana. Por éste motivo la directiva de los rojiblancos hizo efectiva la opción de compra.

### Club Santos Laguna
A través de sus redes sociales el Club Santos Laguna hizo oficial la llegada de Josecarlos van Rankin el día 15 de diciembre de 2019.

## Selección nacional

### Sub-20
Tras buenas actuaciones con los Pumas de la UNAM, fue llamado a la Selección de fútbol sub-20 de México para competir en el Campeonato Sub-20 de la Concacaf, donde jugó los 5 partidos, teniendo excelentes actuaciones, donde se coronó campeón siendo titular.

### Sub-23
Al destacar con la Sub-20 fue llamado en la lista final de 18 jugadores para los Juegos Panamericanos 2015, donde fue titular en los partidos.

### Selección absoluta
| Club               | País   | PJ | Goles | Periodo         |
| ------------------ | ------ | -- | ----- | --------------- |
| Selección Mexicana | México | 1  | 0     | 2018 - Presente |

El 3 de octubre del 2018, gracias a su buen momento en Chivas, donde resurgió su carrera como futbolista, fue convocado por el técnico interino Ricardo Ferretti, para los partidos amistosos contra Costa Rica y Chile.
Debuta el 11 de octubre de 2018, ante la selección de Costa Rica.

### Participaciones en selección nacional
| Copa                      | Categoría | Sede    | Resultado        |
| ------------------------- | --------- | ------- | ---------------- |
| Concacaf Sub-20           | Sub-20    | México  | Campeón          |
| Mundial Sub-20 2013       | Sub-20    | Turquía | Primera fase     |
| Juegos Panamericanos 2015 | Sub-23    | Toronto | Medalla de plata |

## Vida personal
Es hermano del exfutbolista Allan van Rankin, de la actriz Mariana van Rankin. También es sobrino del locutor Jorge van Rankin.

## Palmarés

#### Campeonatos internacionales
| Título          | Club             | País   | Año  |
| --------------- | ---------------- | ------ | ---- |
| Concacaf Sub-20 | Selección Sub-20 | México | 2013 |